# 胸膜炎
胸膜炎（きょうまくえん）とは、肺の外部を覆う胸膜（壁側胸膜＝肋膜・肺胸膜）に炎症が起こる疾患である。かつては肋膜炎（ろくまくえん）とも呼ばれていた。胸膜炎はそれ自体で発症することは少なく、ほとんどは癌・結核・肺炎などの後に発症することが多い。

## 症状
- 胸の痛み（胸水が溜まることによる）
- 呼吸困難（胸水が溜まることによる）
- 発熱
- 咳・痰　など

## 原因による分類
- 癌による胸膜炎（がん性胸膜炎）
肺癌をはじめとするほかの部位にできたがんの転移などによるもの
- 結核菌による胸膜炎
肺結核をはじめとして結核菌によるもの
- その他の疾患による胸膜炎
肺炎や肺の化膿など肺に細菌が感染したことに伴うもの
慢性関節リウマチなどに伴うもの
心臓疾患や肺疾患に伴うもの　など

## 治療
胸水を検査するなどして胸膜炎の原因となる疾患を特定し、その疾患を治療することに重点がおかれる。